# Peter MacKay

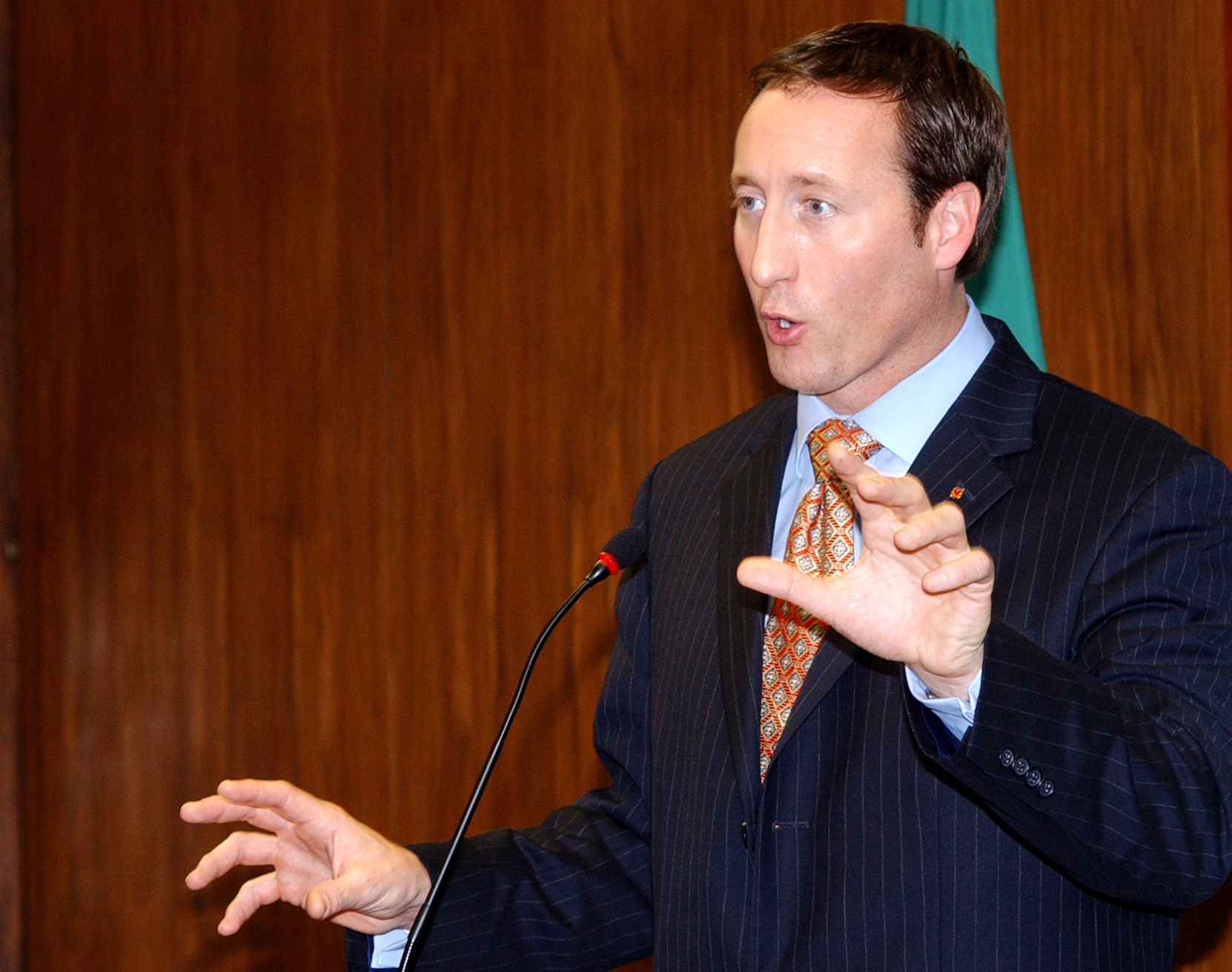

Peter Gordon MacKay (New Glasgow, Nova Scotia, 27 september 1965) is een Canadees politicus en minister in het kabinet van minister-president Stephen Harper.
MacKay groeide op in de provincie Nova Scotia en studeerde rechten aan de Dalhousie universiteit. In 1997 werd hij voor de eerste maal gekozen in het Canadees Lagerhuis als lid van de Progressief-Conservatieve Partij en in het voorjaar van 2003 verwierf hij het leiderschap van zijn partij.
Om de greep van de Liberale Partij op de regering te verminderen begon MacKay in de loop van 2003 te onderhandelen met de leiders van de Canadian Alliance, een in het westen van het land gebaseerde partij, over een mogelijke fusie om zo het "rechtse" blok in de Canadese politiek te verenigen. In oktober werden de onderhandelingen met succes afgewikkeld en in december stemde meer dan 90% van de partijleden in met een fusie tussen de partijen. In mei 2004 werd MacKay de onderfractievoorzitter van de nieuw gevormde Conservatieve Partij van Canada.

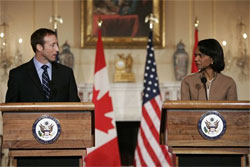
MacKay met Condoleezza Rice

Na een verkiezingsoverwinning van de Conservatieve Partij in februari 2006 werd MacKay benoemd tot minister van Buitenlandse Zaken in het kabinet van Stephen Harper en in augustus 2007 werd hij minister van Defensie na een serie van verschuivingen in het kabinet.